# Kendji Girac
Kendji Girac [kendži žirak], vl. jménem Kendji Jason Maillié (* 3. července 1996 Périgueux) je francouzský zpěvák. Vyhrál několik ocenění a vydal i 2 studiová alba - Kendji a Ensemble.

## Život
Pochází z romské rodiny žijící v Katalánsku. Vyrostl v Saint-Astier a v dětství ho učil zpívat a hrát na kytaru jeho dědeček. V 16 letech opustil školu a pracoval v rodinné firmě. Proslavil se díky publikaci svých nahrávek. Nazpíval gypsy verzi písně „Bella“ od Maître Gimse, která získala téměř 3,8 milionů zhlédnutí. Poté také vytvořil další populární klip písně „Si j'étais président“ („Kdybych byl prezidentem“) s Gérardem Lenormanem.
Roku 2014 vydal svoji první studiovou desku „Kendji“ a o rok později i druhou „Ensemble“.